# كلية العلوم الكيميائية
كلية العلوم الكيميائية (College of Chemical Sciences) هي إحدى المعاهد الموجودة في سريلانكا. وتأسست هذه الكلية في 25 من يناير عام 2001 أثناء الاحتفال باليوبيل الماسي لمعهد الكيمياء بسيلان.
وفقًا للقانون رقم 15 لمعهد الكيمياء بسيلان، فإن إنشاء كلية العلوم الكيميائية كان بهدف إجراء جميع الأنشطة التعليمية والتدريبية الخاصة بالمعهد. وتُعين لجنة قانونية يطلق عليها المجلس الأكاديمي لكلية العلوم الكيميائية سنويًا لتشجيع جميع الشئون التعليمية والتدريبية والأكاديمية في كلية العلوم الكيميائية وإجرائها وتنسيقها. وتقع جميع البرامج التعليمية الرسمية ضمن المسؤولية المباشرة لهذا المجلس الذي يترأسه رئيس مجلس إدارة وبعضوية نائب الرئيس وسكرتير الشؤون التعليمية والأمين المساعد وأحد عشر عضوًا منتخبًا. إضافة إلى ذلك، يعد كل من رئيس المعهد وأحد سكرتارية المعهد الفخريين ورئيس لجنة القبول والممارسات الأخلاقية بالمعهد وأمين الصندوق الفخري بالمعهد هم أعضاء في المجلس الأكاديمي بحكم المنصب.
ويعد الرئيس التنفيذي للمجلس هو العميد الذي يختاره أعضاء هيئة التدريس المتفرغين في المجلس والمعلمين المساعدين وهم أعضاء هيئة التدريس بينما يترأس أمين السجل بالكلية الموظفين الإداريين. ويتولى مسؤولية المكتبة مساعد أمين المكتبة. وهناك عدد من الموظفين غير الأكاديميين المتفرغين يشكلون بقية هيئة الموظفين. ويقوم عدد من الأكاديميين الزائرين والمعلمين المساعدين المنتدبين من الجامعات والمعاهد البحثية والمؤسسات الخدمية علاوة على القطاع الخاص بتنفيذ الأنشطة التعليمية اليومية بالكلية.
ووفقًا للقانون رقم 15 للمعهد، تتمثل وظائف الكلية فيما يلي:-
عقد دورات لما بعد المرحلة الثانوية والجامعية ودبلومات وشهادات في العلوم الكيميائية
تشجيع التعليم في مجال الكيمياء وتطبيقاتها وفق مستويات مختلفة
بدء الأنشطة البحثية بالتعاون مع الجامعات والمعاهد الصناعية والأجنبية
تأسيس بنية مكتبية تسهل الوصول إلى قواعد البيانات وتقنيات المعلومات
إجراء دورات إنعاشية وتدريبية للعلماء والمدرسين في أثناء الخدمة
دعم الصناعة في تنمية المنتج وحل المشكلات وتحسين الجودة وتنويع المنتجات
تشجيع تبادل هيئات التدريس فيما بين الكلية والجامعات / المعاهد البحثية في سريلانكا وخارجها
نشر الدوريات / دراسات وما إلى ذلك لنشر أحدث التطبيقات في العلوم الكيميائية
اتخاذ أي تدابير لازمة لتحقيق الأهداف التربوية للمعهد
قائمة بالموظفين / المسؤولين بكلية العلوم الكيميائية (CCS)
السيد هوني عميد فخري بكلية العلوم الكيميائية ورئيس المجلس الأكاديمي	: الأستاذ جي إن أوليب فيرناندو (J N Oleap Fernando)، (كيميائي معتمد)، عالم معتمد
نائب رئيس المجلس الأكاديمي	: الأستاذ جي إم كا بي جوناهيراث (G M K B Gunaherath)، (كيميائي معتمد)
سكرتير شؤون التعليم	: الأستاذة بي إم جاياسينها (P M Jayasinha)، (كيميائية معتمدة)
سكرتير مساعد لشؤون التعليم	: الأستاذة إم إن كا دي إس جوناتيليك (M N K de S Goonatillake)، (كيميائية معتمدة)
منسق المقررات (كاندي)	: الدكتورة إيه دي إل سي بيريرا (A D L C Perera) كيميائية معتمدة
المنسق الأكاديمي للمعمل	: الأستاذ إم آر إم حنيفا (M R M Haniffa)، (كيميائي معتمد)
أستاذ زائر	: الأستاذ إس سوثيسواران (S Sotheeswaran)، دكتوراة في العلوم (جامعة هل (Hull))، (كيميائي معتمد)
المحاضرون المتفرغون	: الدكتور يو إس كا ويليويجاميج (U S K Weliwegamage) كيميائي معتمد 	 	الدكتورة في إم ثاذاني (V M Thadhani)
أمين سجل كلية العلوم الكيميائية	: السيد/ إن أي إن إس ناداراسا (N I N S Nadarasa)، (كيميائي معتمد)
نائب أمين السجل / منسق اللجنة الفنية بالمكتبة الرقمية	: السيد/ جا إم راناسينغ باندا (J M Ranasinghe Banda)، (كيميائي معتمد)
مساعد أمين المكتبة / كلية العلوم الكيميائية	: السيد كا جي بي ويمالاسينا (K G B Wimalasena)

## وصلات خارجية
- http://www.ichemc.com

‌